# Red, Hot and Heavy
Red, Hot and Heavy è il primo album in studio dei Pretty Maids, uscito nel 1984 per l'Etichetta discografica Epic Records.

## Tracce
1. Fortuna Imperatrix Mundi (Carmina Burana)
2. Back to Back
3. Red Hot And Heavy
4. Waitin' For The Time
5. Cold Killer
6. Battle of Pride
7. Night danger
8. A Place In The Night
9. Queen of Dreams
10. Little Darling (Thin Lizzy Cover)

## Formazione
- Ronnie Atkins – voce
- Alan Owen – tastiere
- Ken Hammer – chitarra
- Pete Collins – chitarra
- John Darrow – basso
- Phil Moorheed – batteria